# Romanización ALA-LC
ALA-LC es un conjunto de normas para la romanización, o representación de textos en otros sistemas de escritura usando el alfabeto latino. Las iniciales provienen de "American Library Association - Library of Congress". Este sistema es usado por las bibliotecas de América del Norte y la Biblioteca Británica (para adquisiciones desde 1975) para representar información bibliográfica, y en publicaciones en todos los países de habla inglesa. 